# 考斯蒂寧

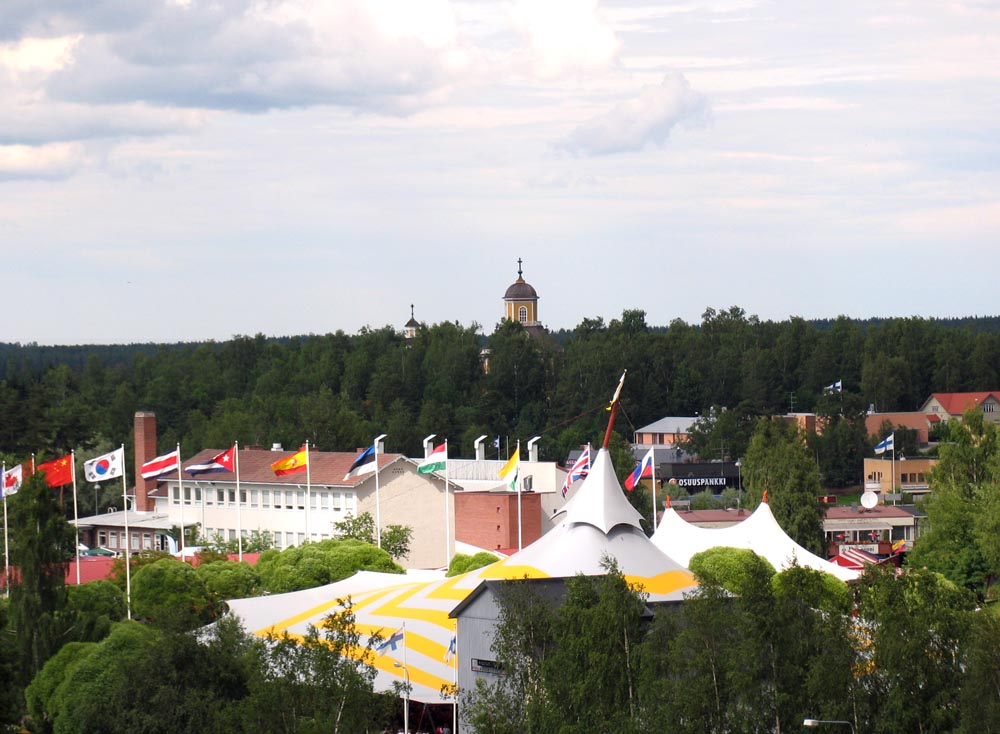

考斯蒂寧是芬蘭的城鎮，位於該國西部，由中博滕區負責管轄，距離科科拉45公里，始建於1866年，面積361平方公里，2013年人口4,266，人口密度為每平方公里12.05人。

## 外部連結
- Municipality of Kaustinen （页面存档备份，存于） – Official website